# Дрепанокладус крючковидный
Дрепанокладус крючковидный (лат. Drepanocladus aduncus) — листостебельный мох семейства Амблистегиевые, вид рода Дрепанокладус.

## Синонимы
- Amblystegium aduncum (Hedw.) De Not., 1867
- Hypnum aduncum Hedw., 1801basionym
- Stereodon aduncum (Hedw.) Brid., 1827
- и др.

## Описание
Сильно изменчивый вид. Растение от мелких до крупных размеров, двудомное. Дерновинки рыхлые, мягкие, жёлто-зелёные до бурых. Стебель 2—25 см высоты, лежачий или восходящий, простой или слабоветвистый, с прямыми или слегка согнутыми верхушками. Листья правильные или серповидно согнутые, от треугольно-яйцевидных до продолговато–ланцетных, с более менее сердцевидным основанием, постепенно или внезапно заострённые, обычно цельнокрайние; жилка заканчивается более часто выше середины листа. Спорофиты изредка. Спороносит летом. Ножка обычно до 3 см. Коробочка 2—3 мм длины. Споры 12—17 мкм. Клетки листовой пластинки 20—150×5—10 мкм, тонкостенные, в углах основания тонкостенные, прозрачные, или, редко, окрашенные.

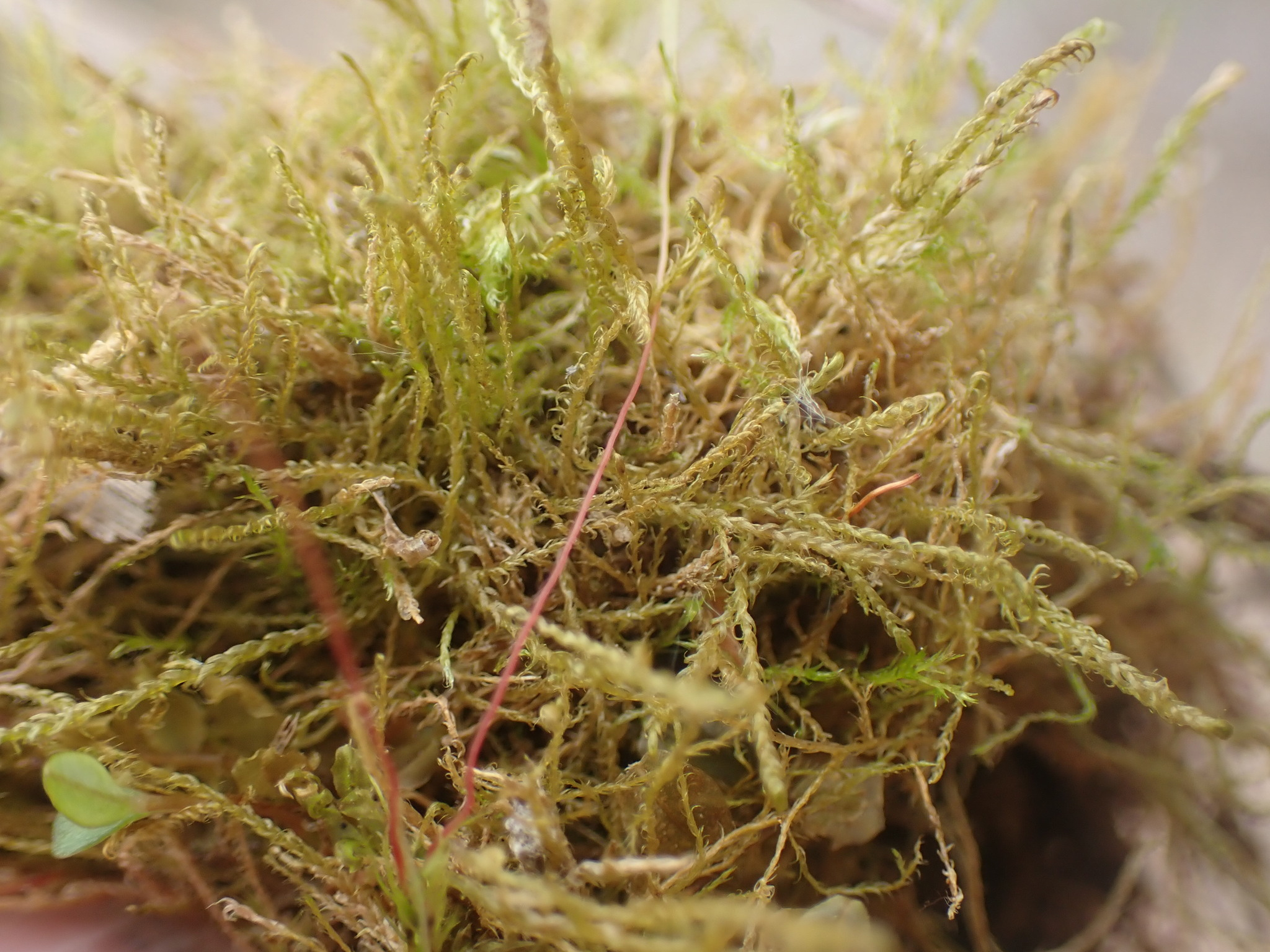
Дерновинка мха
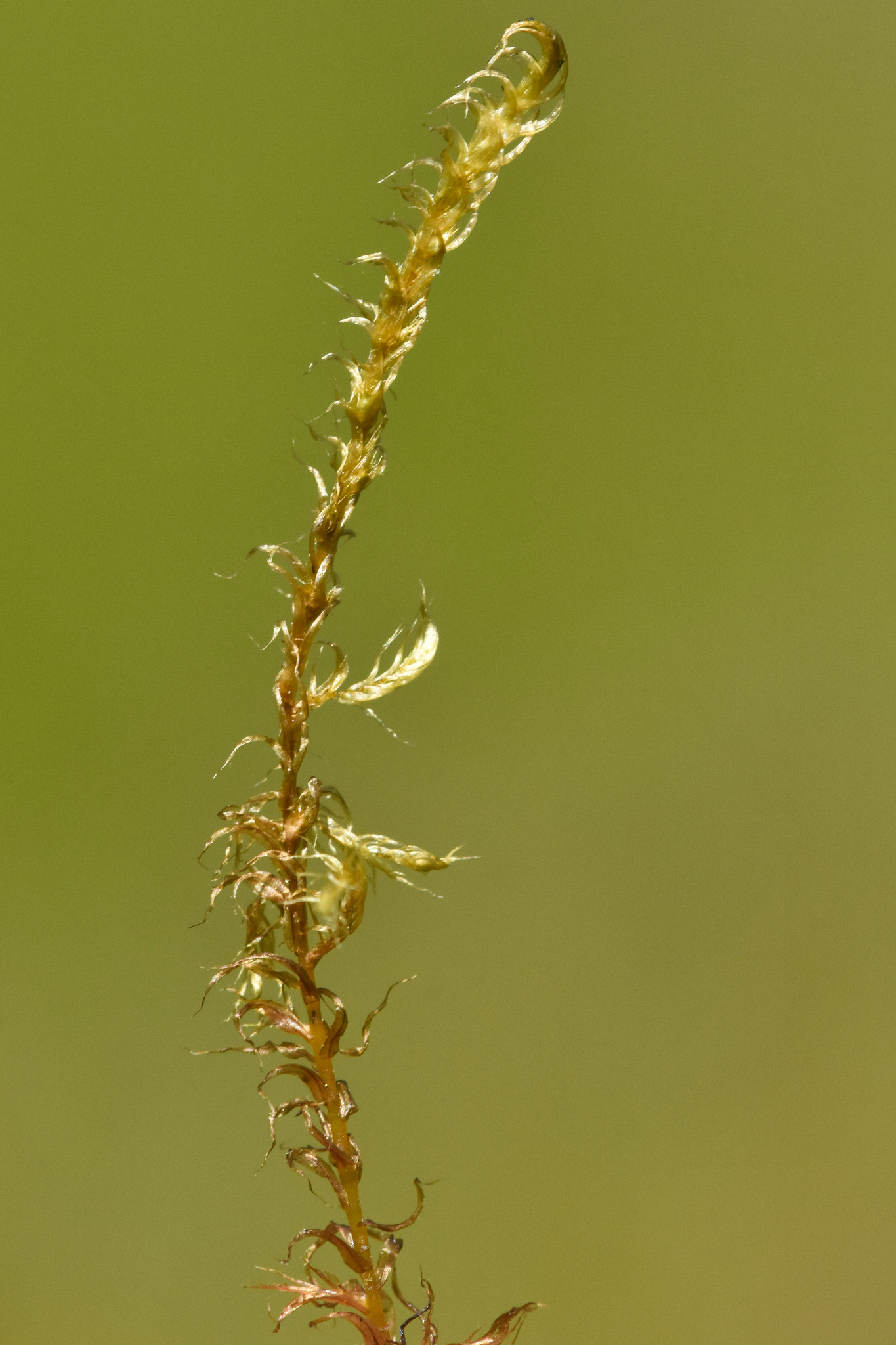
Часть побега
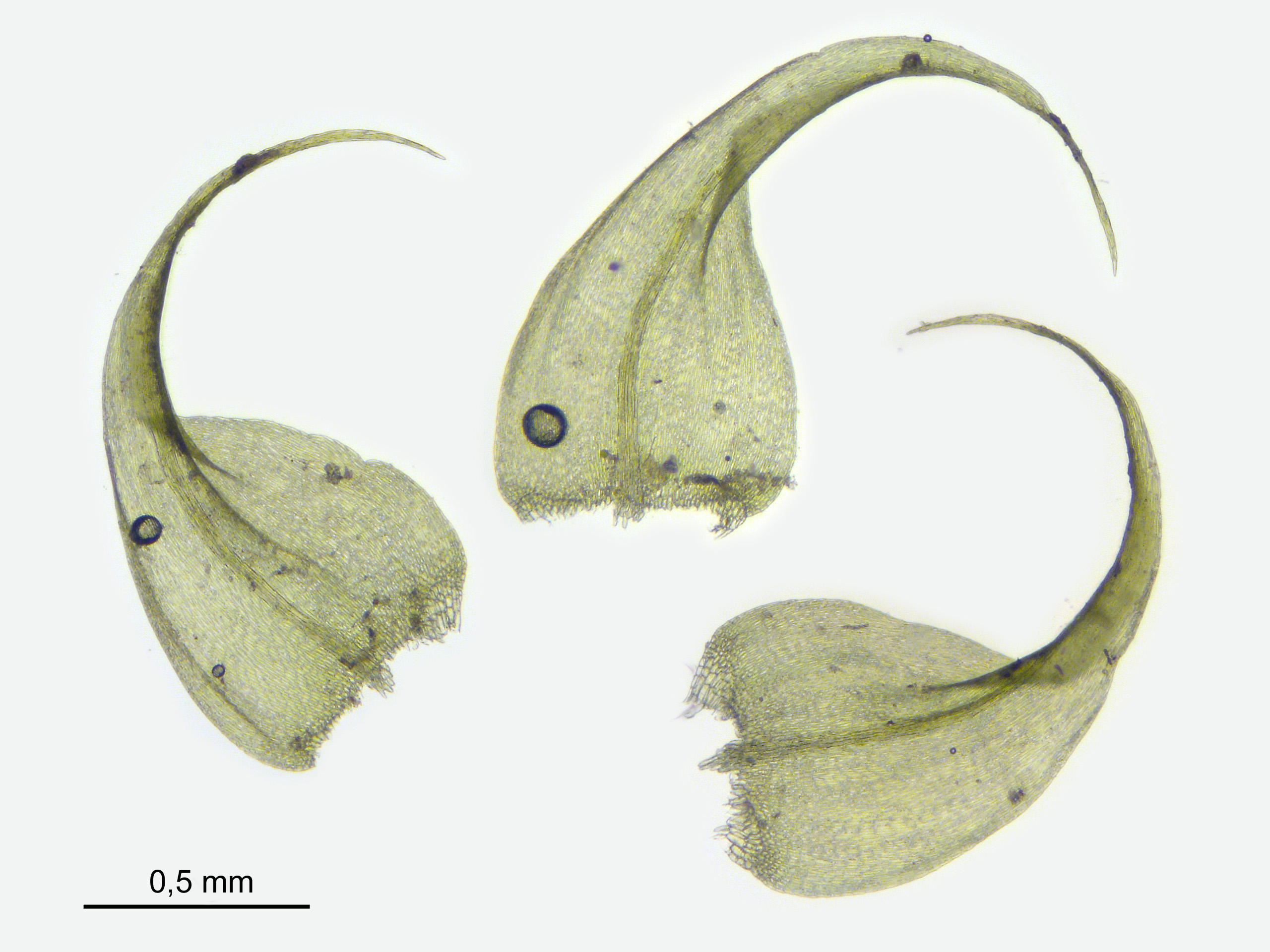
Листья
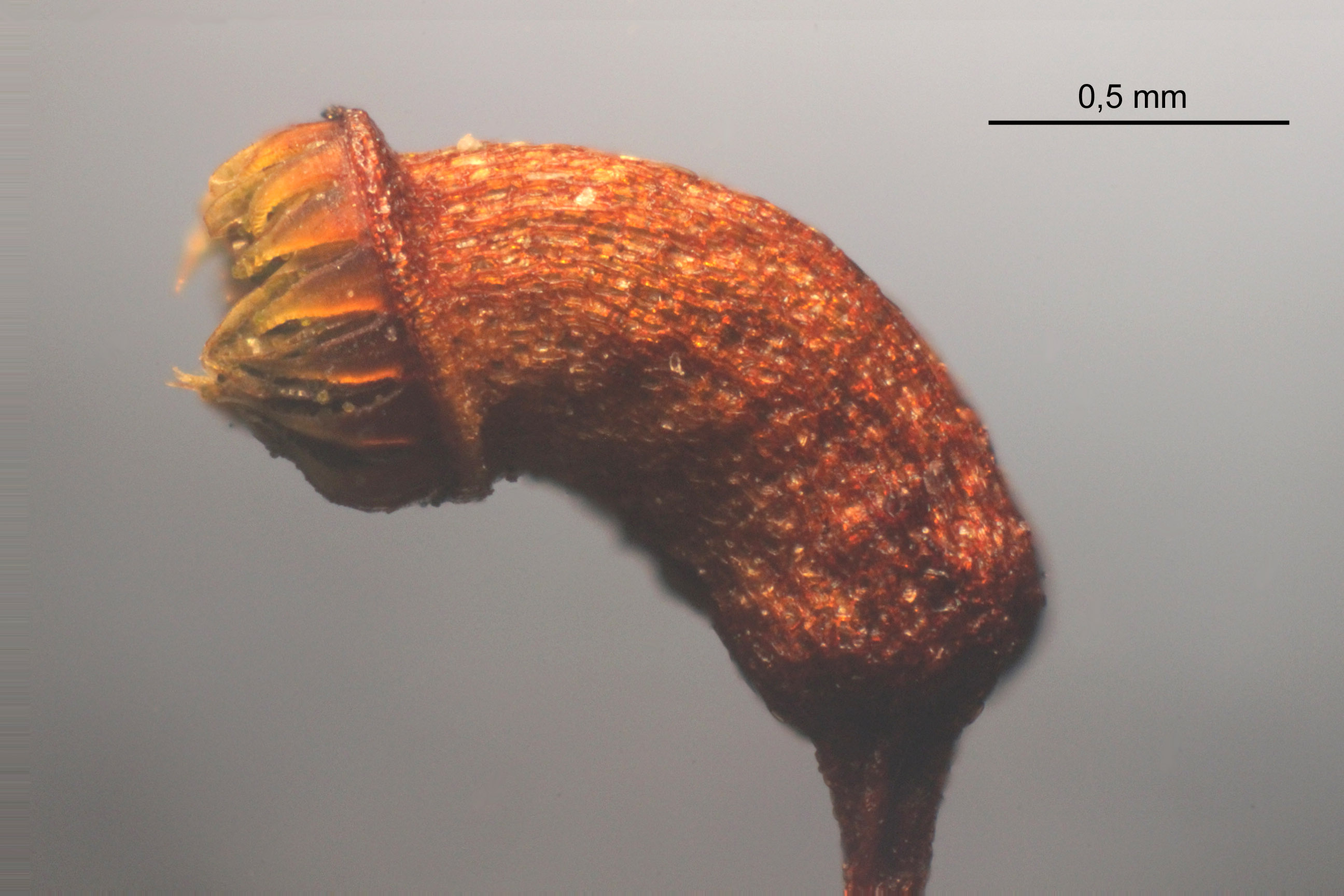
Спорофит

## Среда обитания и распространение
Растёт на влажной почве, на болотах, сырых лугах, на валеже, по берегам водоёмов и в воде.
Широко распространённый и массовый вид в холодных и умеренных областях обоих полушарий. На территории России встречается повсеместно.